# Leonie Moser
Leonie Moser (geboren am 16. November 1897 in Horgen; gestorben am 17. März 1959 in Zürich) war eine der ersten Schweizer Röntgenschwestern.

## Karriere
Leonie Moser wuchs in einfachen Verhältnissen auf und absolvierte nach ihrer Schulzeit eine zweijährige Lehre als Damenschneiderin. Nach der Lehre trat sie eine Stelle als Hilfsschwester im Kreisspital Samaden, gefolgt von einem Aufenthalt in der Romandie und schliesslich 1916 Schwesternhaus vom Roten Kreuz in Zürich. 
Dort absolvierte sie eine dreijährige Ausbildung in der Krankenpflege und wechselte später auf Motivation von Rosa Hess zum Röntgeninstitut des Kantonsspitals Glarus. Aufgrund einer fehlenden Ausbildung auf diesem Gebiet brachte sie sich vieles selbst bei. 1920 wechselte in selber Position zum Kantonsspital Winterthur. 
Bereits zwei Jahre nahm sie eine Berufung zur leitenden Röntgendiagnoseschwester am Kantonsspital Zürich an. Zusammen mit dem dortigen Institutsleiter Hans Rudolf Schinz erarbeitete sie dort ein tausendseitiges Lehrbuch zur Röntgendiagnostik. Sie setzte sich für die Schaffung einer regulären Berufsausbildung für Röntgenassistentinnen ein und vertrat das Berufsbild beispielsweise auch 1928 an der Schweizerischen Ausstellung für Frauenarbeit. Im selben Jahr unternahm sie auch eine Studienreise durch Deutschland. Aufgrund der Weigerung der Spitalleitung, ihre Englischausbildung zu finanzieren und des hohen Arbeitsdruck verliess sie schliesslich das Spital.
Nach Verlassen ihrer alter Arbeitsstelle in Zürich liess sie sich zunächst in der Psychiatrischen Klinik Burghölzli behandeln und nahm danach eine Stelle in Bristol an, wo sie ihre Englischkenntnisse verbessern konnte. Nach Ablauf ihres Arbeitsvisums kehrte sie 1932 ans Kantonsspital Glarus zurück, wo sie die Stelle ihrer ehemaligen Lehrmeisterin übernahm. 1936 wechselte sie zurück ans Kantonsspital Winterthur als leitende Röntgenschwester. Während des Zweiten Weltkriegs wurde sie in Grafenort und Lungern für Röntgenuntersuchungen an Flüchtlingen eingesetzt. Ab 1950 wirkte sie am Kantonsspital als Lehrschwester für Radiologieassitenten. 1953 musste sie aufgrund der gesundheitlichen Folgen ihrer Arbeit vorzeitig in den Ruhestand.
Moser starb schliesslich 1959 im Alter von 61 Jahren an Leukämie. Sie wurde als letzte Schweizerin in das Ehrenbuch der an den Folgen der Röntgenstrahlen verstorbenen Medizinalpersonen eingetragen. Gemäss ihren Wunsch sollte ihr Skelett für Lehrzwecke präpariert werden, dies war jedoch aufgrund der starken Strahlenbelastung nicht möglich. Der Nachlass Mosers befindet sich in der Stadtbibliothek Winterthur sowie im Archiv für Medizingeschichte der Universität Zürich. Sie verfasste während ihrer beruflichen Karriere rund 50 Artikel zur Entwicklung der Röntgentechnologie und zur Situation des weiblichen Pflegepersonals.
2023 wurde die neue Busbrücke über den Bahnhof Winterthur-Grüze («Querung Grüze») auf den Namen Leonie-Moser-Brücke getauft. In der Schweiz ist es die erste Brücke, die nach einer Frau benannt wurde.